# 張齊賢
张齐贤（943年—1014年），字师亮，曹州冤句人。
三歲時為避戰亂舉家遷洛陽，好学上进。宋太祖幸洛陽，齊賢以布衣至其馬前獻策。飯量特大，曾一次吃掉5大盤牛肉。太平兴国二年（977年）宋太宗赐其进士第，以大理评事通判衡州。太平兴国六年（981年），任江南西路转运副使，同年冬，以右辅阙，升任转运使。拜枢密直学士，擢右谏议大夫，签书枢密院事。雍熙初年，转任左谏议大夫。
雍熙三年（986年），代州名将杨业战殁，张齐贤授给事中，出知代州。端拱元年（988年），拜工部侍郎。宋真宗时，咸平元年（998年）十月官兵部尚书，同中书门下平章事。咸平三年（1000年）十一月辛卯日因朝会时劇饮酒失職，張齊賢為自己辨護，真宗說“卿為大臣何以率下！朝廷有憲典，朕不敢私。”被免去宰相职务。咸平四年（1001年）闰十二月，拜右仆射、判邠州兼经略使。，“令环庆、泾原两路及永兴军（治今陕西西安）驻泊兵并受齐贤节度”，以制约西面行营都部署王超。后以司空致仕。大中祥符七年（1014年），夏，逝世，谥文定。有《书录解题》、《洛阳搢绅旧闻记》传于世。

## 延伸阅读
[在维基数据编辑]
 在维基文库阅读此作者作品
 《宋史·卷265》，出自脱脱《宋史》